# Cultura lesbica
Con cultura lesbica si intende il modo in cui le lesbiche vedono e rappresentano consapevolmente sé stesse e il mondo in cui vivono, in tutti i campi artistici e culturali: letteratura, arte, cinema, teatro.

## Cultura e sottocultura
Poiché le lesbiche sono un gruppo sociale minoritario, spesso si parla di "sottocultura" lesbica, intendendo in questo modo non tanto una presunta inferiorità, ma piuttosto una sua propria specificità rispetto al mondo eterosessuale maggioritario.
La cultura delle lesbiche è cresciuta all'interno del grande filone della cultura femminile e, più specificatamente, della cultura delle donne. Per molti anni, in tempi più difficili dei nostri, la cultura delle scrittrici, musiciste, poetesse lesbiche si è mimetizzata all'interno della cultura delle donne. Solo in tempi più recenti alcuni studi hanno identificato molte protagoniste della cultura del '900 come lesbiche.

## Aree di interesse

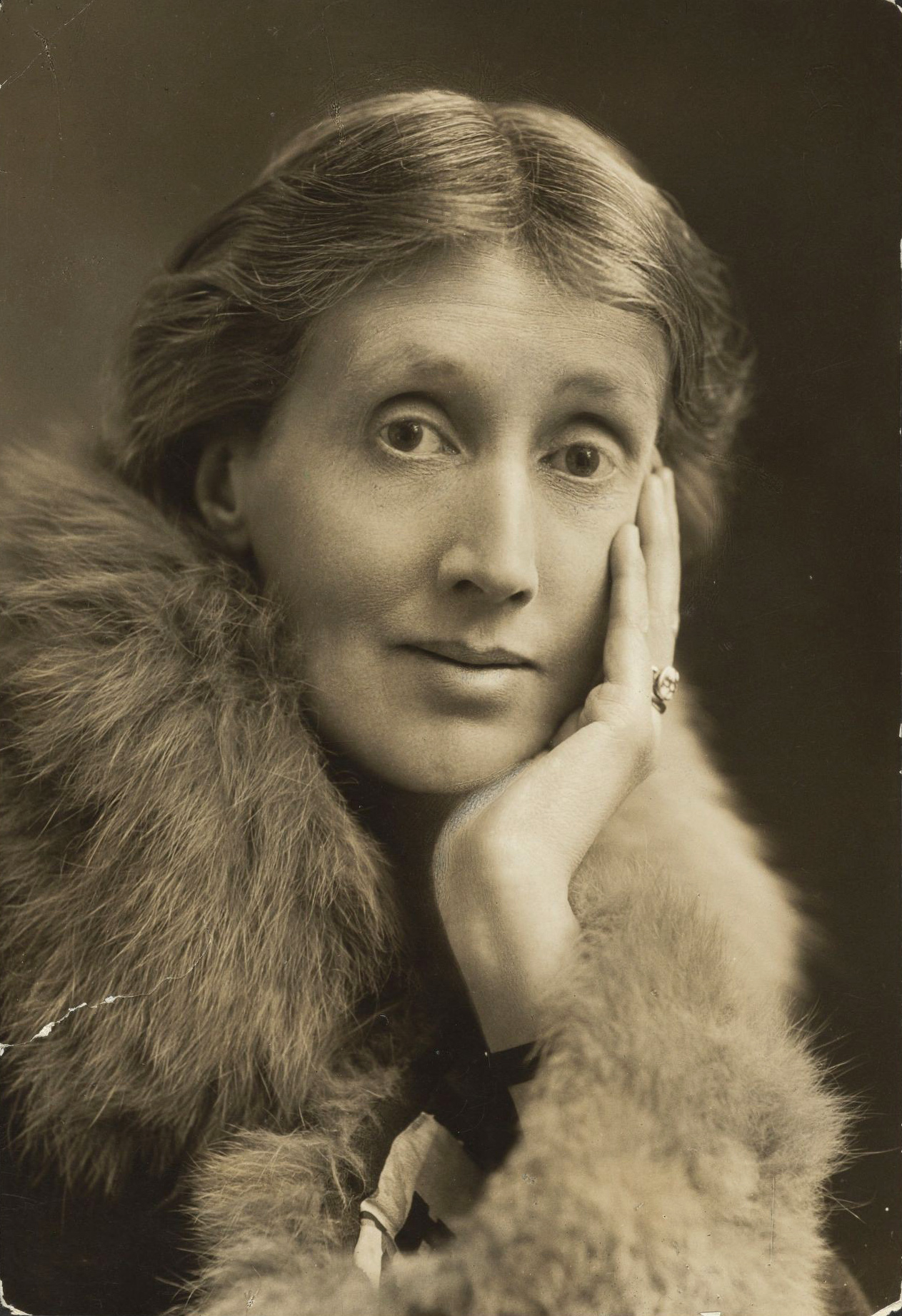
Virginia Woolf nel 1927

### Nella letteratura
In campo letterario fino al XIX secolo a parlare di lesbismo furono sempre e soltanto uomini, da Giovenale a Baudelaire, da Diderot a James. Ma all'inizio del '900 a Londra, Parigi, e Berlino all'interno del vivace clima intellettuale ed artistico dell'epoca, si crearono le prime comunità di donne scrittrici, poetesse, artiste.

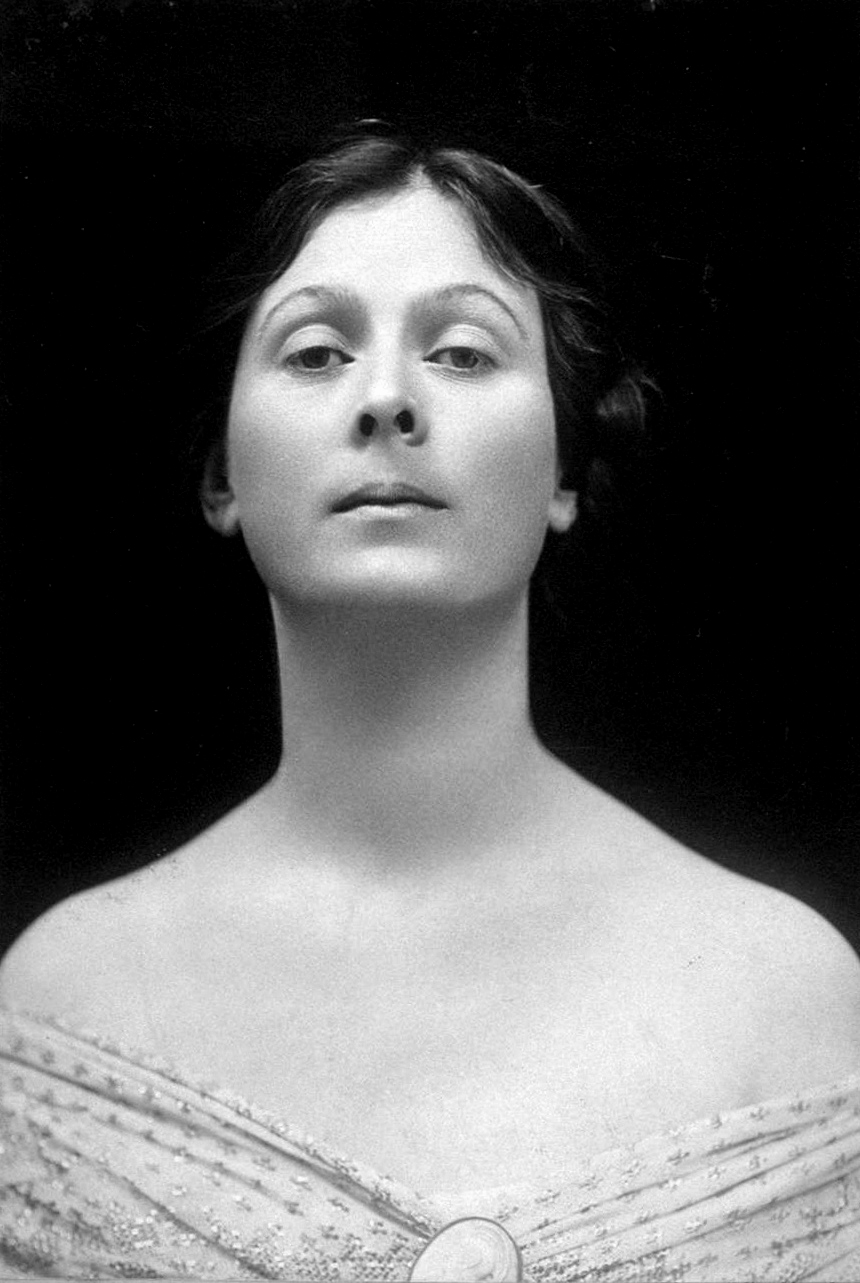
Isadora Duncan, la cui storia sentimentale meglio documentata è quella con la scrittrice Mercedes de Acosta.

Tra le parigine le più conosciute furono Natalie Clifford Barney, Renée Vivien, Gertrude Stein e Tamara de Lempicka; tra le londinesi Vita Sackville-West, Virginia Woolf, Radclyffe Hall (autrice di uno dei primi drammatici romanzi lesbici, Il pozzo della solitudine del 1928), Katherine Mansfield e Ivy Compton-Burnett. Tra le berlinesi degna di nota è Christa Winsloe, dal cui romanzo La ragazza Manuela verrà tratto il film Ragazze in uniforme.
Non tutte erano dichiaratamente lesbiche, ma ciò che le univa era una vita spesa principalmente con altre donne, una rete di amicizie con donne lesbiche e una sensibilità particolarmente attenta alla descrizione dei personaggi femminili e delle relazioni tra loro.
Le scrittrici della prima metà del Novecento spesso utilizzavano linguaggi in codice per mascherare la tematica lesbica: storie d'amore eterosessuali ma "diverse" (come ne La mia Antonia di Willa Cather), personaggi che cambiano sesso (Orlando di Virginia Woolf), storie di uomini gay (molti romanzi di Marguerite Yourcenar), storie lesbiche scritte sotto pseudonimo (Carol di Patricia Highsmith). Negli Stati Uniti negli anni cinquanta, all'interno della letteratura "pulp" di consumo che si vendeva nei drugstore e nelle edicole ebbe molta fortuna il filone lesbico, di cui una delle più interessanti autrici fu Ann Bannon.

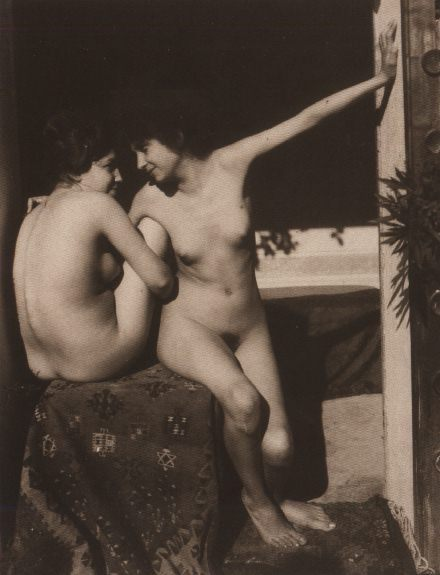
Due donne in una fotografia di Wilhelm von Plüschow

Negli ultimi decenni del secolo scrittrici e storie lesbiche sono sempre più presenti, in tutti i generi letterari e in tutti i paesi: da Jeanette Winterson all'universo fantasy di Marion Zimmer Bradley a Sandra Scoppettone e Katherine V. Forrest (con le loro detective lesbiche), da Sara Zanghì a Valeria Viganò e Delia Vaccarello per l'Italia.

### Nel cinema e nella TV
Il primo film lesbico e con un cast di tutte donne è Ragazze in uniforme (Mädchen in Uniform), diretto dalla regista Leontine Sagan nel 1931 nei dintorni di Berlino. Quelle due di William Wyler (1962), La volpe di Mark Rydell e L'assassinio di Sister George di Robert Aldrich (1968) sono tutte visioni drammatiche e a tratti grottesche del mondo lesbico. John Sayles in Lianna: un amore diverso del 1983 segna una svolta nel modo maschile di vedere il lesbismo sugli schermi, ma saranno le registe lesbiche a cominciare a narrare sé stesse negli anni seguenti: un film per tutti è Cuori nel deserto di Donna Deitch (1985).

### In fotografia
Nella fotografia le artiste dichiaratamente lesbiche sono interessate a mostrare attraverso il mezzo fotografico il loro concetto di corpo femminile rifuggendo lo "sguardo maschile" che caratterizza non solo le principali correnti della fotografia d'arte ma anche la fotografia pornografica, anche quando si tratti di soggetti caratterizzati da scene d'amore fra donne.
Una fotografia può essere definita come "lesbica" a seconda del soggetto, dell'autore, del contesto. In generale i movimenti lesbici organizzati hanno avuto importanza sia nel sostenere la nascita della fotografia lesbica, sia nel sostenere anche finanziariamente la possibilità delle artiste che se ne occupano per ottenere visibilità e riconoscimenti internazionali presso importanti mostre d'arte e prestigiosi musei. Fra gli esponenti di questo stile fotografico vi è Laura Aguilar.
All'interno degli studi di genere – intendendo quelli che negli anni settanta e ottanta erano chiamati "studi femministi" – che intendono analizzare come nella storia dell'arte e della cultura lo "sguardo maschile" sia stato dominante e quindi condizionante nello sviluppo sociale, ricopre importanza l'analisi di come una ampia comunità di artiste e fotografe si sia formata e sia cresciuta attorno alle comunità lesbiche di Los Angeles e San Francisco a partire dagli anni Settanta.